# Грб Словачке
Грб Словачке је званични хералдички симбол Словачке Републике.
Овај државни грб чини сребрни (argent) двоструки крст, уздигнут на средњем врху тамноплавог тровршја, у црвеном (gules) раноготичком штиту. Средина и рамена крста су при крају проширена, а врхови благо удубљени, попут пехара.

## Значење

### Двоструки крст
Двоструки крст представља Словачку као наследника и чувара хришћанских традиција које су на те просторе пре 12 векова донели св. Ћирило и св. Методије, као посланици Византије, чијим су владарима приписује његов настанак.

### Тровршје
Тровршје представља три брда: Татре, Фатре и Матру, односно симболизује тзв. Горњу Мађарску (како се у Угарској називао планински део земље који је укључивао данашњу Словачку и северни део данашње Мађарске). Данас се тровршје у Словачкој представља три словачке планине: Ниске Татре, Високе Татре и Мале Фатре, пошто се Матра налази и Мађарској и њен врх је уједно и највиши врх те земље.
- Црвена боја грба води порекло из средњег века и готово је нераздвојни пратилац двоструког крста у грбовима многих словачких градова. Она не представља крваву облогу односно не симболизује словачко мучеништво за време мађаризације, како су је неки тумачили.

## Настанак
Садашњи грб је озакоњен 01.03. 1990. словачким Уставом, а 18.02. 1993. је потврђен законом. Нацртао га је сликар Ладислав Чишарик, а од 1992. је саставни део заставе.
Данашњи изглед и боје дао му је Лудовик Штур за време револуционарне 1848, када је врло брзо прихваћен међу народом. Он је тадашњем мађарском грбу дао тзв. словенске боје (црвена, плава, бела).
- Представљао је Словачку у грбовима Чехословачке, а његове варијације су коришћене за време Другог светског рата од стране словачких фашиста.

## Словачки или Мађарски
Грб Словачке и десна (dexter) половина мађарског грба су у основи исти (Двоструки крст на Тровршју), различит им је избор боја и круна која се налази у основи крста код мађарског грба. То наводи на питање чији је то грб?
Грб је у почетку имао само Двоструки крст, док је Тровршје касније додато и око његовог значења нема спора. Оно представља: Татре, Фатре и Матру, тј. горје северних Карпата.
Спор настаје око двоструког крста.
- Мађарско тумачење га везује за св. Иштвана (првог краља Угарске) коме је Папа 1000. године послао краљевску круну и уз њу (како они тврде) и двоструки крст, који од тада постаје симбол покрштених Мађара.
- Словаци тврде да је стигао са Солунском Браћом из Византије и да је постао симбол Нитранског кнежевства (које је са Моравском образовало Велико-Моравску кнежевину). Мађарски краљеви су са заузимањем тих области преузели и знак двоструког крста као свој симбол.

Чињенице су следеће:
- Двоструки крст се у хералдици јавља готово искључиво у грбовима градова у Словачкој (па може се рећи чак и јужној и југозападној Словачкој тј. на простору Нитранске кнежевине). Некад се налазио у грбу Лорене (отуд и назив Лоренски крст) и града Меца у Француској, али данас више није у употреби. О појави двоструког крста међу Словенима у овој области пре доласка Мађара постоје јасни археолошки докази.
- Као симбол мађарских краљева јавља се први пут на новчићима који су ковани за св. Иштвана, а потом тек на штиту Беле III (ху : ) 1173. - 1196, који је датиран у 1189. годину.
- У хералдици Мађарске готово и да га нема, а и тамо где се појављује увек иде у као десна половина стандардног грба Мађарске.
- Двоструки крст се може видети на фрескама готово свих владара који су били под византијским утицајем.